# Stridsspaning
Stridsspaning är en militär metod som utnyttjas vid ytövervakning i kombination med motanfall i mindre enheter som syftar till att störa, hindra, få stridskontakt med eller inhämta information om fienden. I Sverige har stridsspaningsmetoden framför allt utvecklas av Försvarsmaktens kvalificerade säkerhetsförband såsom Flygbasjägarna, Flygbassäk, MP/säk och Säkerhetskompani Sjö - för att upptäcka och bekämpa specialförband. Metodiken är att med hjälp av genomsök eller patrullering med hund lokalisera fientliga förband - för sedan slå ut fienden med ett motanfall. Perioden 1988-1994 gjordes även försök med hundar på kustjägarförbanden för att utveckla stridsspaningsförmågan inom kustartilleriet. Stridsspaning påminner om rensningsoperationer, men till skillnad mot denna metodik utnyttjar säkerhetsförbanden hundar - för att ytövervaka (genomsök eller patrullering med hund) ett område samt att motanfallen genomförs i mindre enheter.